# Glenn Kessler
Glenn Kessler, född 6 april 1970, är en amerikansk regissör och TV-producent. Han var en av skaparna bakom TV-serien Damages som sändes i fem säsonger på FX och Netflix-serien Bloodline.